# Нагрузочный костюм
Нагрузочный костюм  — медицинское устройство в виде костюма для снижения неблагоприятного воздействия невесомости при длительных полётах космонавтов, а также при реабилитации пациентов с нарушениями функций опорно-двигательного аппарата.

## История
Ещё во время подготовки к космическим полётам была выявлена и обозначена проблема, что невесомость и как следствие отсутствие нагрузки, приводит к общему ухудшению состояния здоровья. К числу основных эффектов длительного пребывания в невесомости относится развивающийся в этих условиях комплекс феноменов «неупотребления» или «атрофии от бездействия», вызванных отсутствием гравитационных стимулов.
В 60-е гг. были проведены исследования с 70- и 100-суточной гиподинамией человека. Гиподинамия — длительное уменьшение объёма движения с преимущественным снижением движения в крупных суставах. Согласно результатам этих исследований без работы мышцы слабеют и постепенно атрофируются, проходит размягчение костной ткани, перераспределению тока крови и др.
Первые пилотируемые космические полёты по программам Восток, Восход и «Союз» в период 1961—1969 гг. не превышали пяти суток. Хотя и за это время уже прослеживались изменения в медицинских показаниях из-за влияния невесомости и ограниченности движения, они были признаны незначительными.
Тем не менее, для будущих длительных полётов стали разрабатывать системы комплексных тренировок, тренажёров и нагрузочных костюмов на основе противоперегрузочных и высотно-компенсирующих костюмах.
Особо остро проблема возникла после рекордного полёта экипажа аппарата Союз-9 — Андрияна Николаева и Виталия Севастьянова. При подготовке к этому полёту систему тренировок подготовили, исходя из известных положений о том, что для сохранения мышечной силы достаточно кратковременного (на 5—7 с) максимального напряжения мышц 1 раз ежедневно.
После 17 суточного полёта и возвращения на Землю космонавты не могли стоять на ногах, имели серьёзные проблемы в двигательной активности, периодически теряли сознание.
По результатам анализа последствий полёта Союза-9 и последствий гиподинамии в невесомости пришлось пересматривать сроки.
Для решения проблемы в 1971 году был разработан нагрузочный костюм «Пингвин».
Для следующих длительных полётов на станцию Салют-1 предполагалось использование помимо комплекса тренажёров ещё и нагрузочного костюма «Пингвин» и вакуумной ёмкости «Ветер». Экспедиция Союз-10 был кратковременной. Экипажу Союз-11 удалось воспользоваться всем комплексом, но из-за аварии при приземлении и скоропостижной гибели экипажа, не удалось провести исследования эффективности костюмов, но в процессе полёта отмечалось улучшение показателей физической активности.
Следующая долговременная миссия была осуществлена на станцию Салют-3. Экипаж Союз-14 использовал нагрузочный костюм Пингвин. Длительность полёта составила 13 суток, и по сравнению с экипажем Союза-9 здоровье Павла Поповича и Юрия Артюхина при приземлении было значительно лучше. Что полностью подтвердило эффективность и необходимость использования нагрузочных костюмов.
Принципы работы и использования нагрузочных костюмов при последующих долговременных экспедициях сильно не менялись. В том числе эти устройства применялись и в рекордном по длительности полёте (437 суток) космонавта Валерия Полякова на станции Мир (Союз ТМ-18 — Союз ТМ-20) .

## Варианты костюмов
Профилактический нагрузочный костюм аксиального нагружения используется для реабилитации и профилактики последствий долго пребывания в невесомости.
Профилактический вакуумный костюм предназначен для создания разрежения на нижней части тела человека и продольной нагрузки на его опорно-мышечный аппарат с целью профилактики неблагоприятного воздействия невесомости.
Также к нагрузочным костюмам иногда относят противоперегрузочные и высотно-компенсирующие костюмы из-за похожего принципа действия — нагрузка на часть или весь комплекс мышц.

## Необходимость
Длительное пребывание в невесомости ведёт к ослаблению мышц, размягчению костной ткани, перераспределению тока крови. Нарушаются нервно-рефлекторные связи, приводя к расстройству деятельности нервной системы (развиваются вегетососудистая дистония, депрессия, миофасциальные синдромы), нарушается обмен веществ. С течением времени из-за гиподинамии нарастают изменения со стороны опорно-двигательного аппарата: прогрессирующе уменьшается костная масса, костная ткань теряет калий и кальций, становится рыхлой и ломкой(развивается остеопороз), страдает функция периферических суставов (остеоартроз) и позвоночника (остеохондроз). Кровь отливает в нижнюю часть туловища, можно только или сидеть, или лежать — иначе происходит потеря сознания.
Для реабилитации и профилактики последствий длительного пребывания в невесомости используются нагрузочные костюмы. Он обеспечивает постоянную нагрузку на костно-опорный аппарат и нагрузку на мышечную систему в основном ног и туловища.

## Принцип действия
Профилактический нагрузочный костюм аксиального нагружения состоит из набора упругих элементов обеспечивающих нагрузку. Нагрузочный костюм действует как эластичный внешний каркас, фиксирующий физиологически правильную позу больного и корректирующий траектории его движений, не ограничивая их амплитуду, а лишь утяжеляя с лечебной целью их выполнение.
Профилактический вакуумный костюм имеет немного другой принцип. С помощью вакуумного насоса создаётся область пониженного давления в нижней части туловища и таким образом устраняет эффект невесомости, заставляя жидкость прилить к нижним конечностям. Это помогает снизить внутричерепное давление.